# Città della Cina

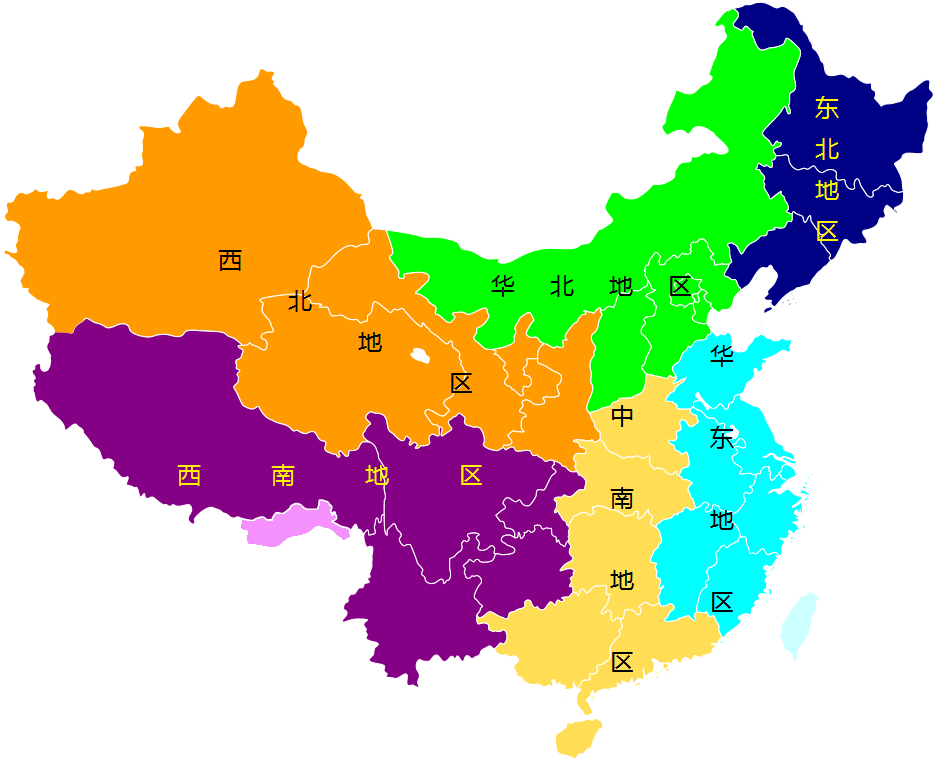
Mappa della Repubblica Popolare Cinese e della Repubblica di Cina

Le principali città della Cina (non contando gli agglomerati) ordinate per popolazione (stima 2010, 2017 per la Repubblica di Cina).

## Aree urbane
| Città        | Nome originale      | Nome originale      | Nome originale | Popolazione (stima 2010, 2017 per la Repubblica di Cina) | Immagine | Giurisdizione              | Regione    |
| Città        | Cinese tradizionale | Cinese semplificato | Pinyin         | Popolazione (stima 2010, 2017 per la Repubblica di Cina) | Immagine | Giurisdizione              | Regione    |
| ------------ | ------------------- | ------------------- | -------------- | -------------------------------------------------------- | -------- | -------------------------- | ---------- |
| Shanghai     | 上海                | 上海                | Shànghǎi       | 20 217 748                                               |          | Repubblica Popolare Cinese | Est        |
| Pechino      | 北京                | 北京                | Běijīng        | 16 446 857                                               |          | Repubblica Popolare Cinese | Nord       |
| Shenzhen     | 深圳                | 深圳                | Shēnzhèn       | 10 358 381                                               |          | Repubblica Popolare Cinese | Centro sud |
| Canton       | 廣州                | 广州                | Guǎngzhōu      | 9 702 144                                                |          | Repubblica Popolare Cinese | Centro sud |
| Tientsin     | 天津                | 天津                | Tiānjīn        | 9 562 255                                                |          | Repubblica Popolare Cinese | Nord       |
| Chongqing    | 重慶                | 重庆                | Chóngqìng      | 8 894 757                                                |          | Repubblica Popolare Cinese | Sud ovest  |
| Wuhan        | 武漢                | 武汉                | Wǔhàn          | 7 541 527                                                |          | Repubblica Popolare Cinese | Centro sud |
| Dongguan     | 東莞                | 东莞                | Dōngguǎn       | 7 271 322                                                |          | Repubblica Popolare Cinese | Centro sud |
| Foshan       | 佛山                | 佛山                | Fóshān         | 6 771 895                                                |          | Repubblica Popolare Cinese | Centro sud |
| Chengdu      | 成都                | 成都                | Chéngdū        | 6 316 922                                                |          | Repubblica Popolare Cinese | Sud ovest  |
| Nanchino     | 南京                | 南京                | Nánjīng        | 5 827 888                                                |          | Repubblica Popolare Cinese | Est        |
| Shenyang     | 瀋陽                | 沈阳                | Shěnyáng       | 5 718 232                                                |          | Repubblica Popolare Cinese | Nord est   |
| Xi'an        | 西安                | 西安                | Xī'ān          | 5 206 253                                                |          | Repubblica Popolare Cinese | Nord ovest |
| Hangzhou     | 杭州                | 杭州                | Hángzhōu       | 5 162 093                                                |          | Repubblica Popolare Cinese | Est        |
| Harbin       | 哈爾濱              | 哈尔滨              | Hā'ěrbīn       | 4 933 054                                                |          | Repubblica Popolare Cinese | Nord est   |
| Dalian       | 大連                | 大连                | Dàlián         | 3 902 467                                                |          | Repubblica Popolare Cinese | Nord est   |
| Zhengzhou    | 鄭州                | 郑州                | Zhèngzhōu      | 3 677 032                                                |          | Repubblica Popolare Cinese | Centro sud |
| Shantou      | 汕頭                | 汕头                | Shàntóu        | 3 644 017                                                |          | Repubblica Popolare Cinese | Centro sud |
| Jinan        | 濟南                | 济南                | Jǐnán          | 3 527 566                                                |          | Repubblica Popolare Cinese | Est        |
| Tsingtao     | 青島                | 青岛                | Qīngdǎo        | 3 519 919                                                |          | Repubblica Popolare Cinese | Est        |
| Changchun    | 長春                | 长春                | Chángchūn      | 3 411 209                                                |          | Repubblica Popolare Cinese | Nordest    |
| Suzhou       | 蘇州                | 苏州                | Sūzhōu         | 3 302 152                                                |          | Repubblica Popolare Cinese | Est        |
| Taiyuan      | 太原                | 太原                | Tàiyuán        | 3 154 157                                                |          | Repubblica Popolare Cinese | Nord       |
| Kunming      | 昆明                | 昆明                | Kūnmíng        | 3 140 777                                                |          | Repubblica Popolare Cinese | Sud ovest  |
| Hefei        | 合肥                | 合肥                | Héféi          | 3 098 727                                                |          | Repubblica Popolare Cinese | Est        |
| Changsha     | 長沙                | 长沙                | Chángshā       | 2 963 218                                                |          | Repubblica Popolare Cinese | Centro sud |
| Ürümqi       | 烏魯木齊            | 乌鲁木齐            | Wūlǔmùqí       | 2 853 398                                                |          | Repubblica Popolare Cinese | Nord ovest |
| Fuzhou       | 福州                | 福州                | Fúzhōu         | 2 824 414                                                |          | Repubblica Popolare Cinese | Est        |
| Shijiazhuang | 石家莊              | 石家庄              | Shíjiāzhuāng   | 2 770 344                                                |          | Repubblica Popolare Cinese | Nord       |
| Wuxi         | 無錫                | 无锡                | Wúxī           | 2 757 736                                                |          | Repubblica Popolare Cinese | Est        |
| Zhongshan    | 中山                | 中山                | Zhōngshān      | 2 740 994                                                |          | Repubblica Popolare Cinese | Centro sud |
| Nanning      | 南寧                | 南宁                | Nánníng        | 2 660 833                                                |          | Repubblica Popolare Cinese | Centro sud |
| Taipei       | 臺北                | 台北                | Táiběi         | 2 616 520                                                |          | Repubblica di Cina         | Est        |
| Ningbo       | 寧波                | 宁波                | Níngbō         | 2 583 073                                                |          | Repubblica Popolare Cinese | Est        |
| Guiyang      | 貴陽                | 贵阳                | Guìyáng        | 2 520 061                                                |          | Repubblica Popolare Cinese | Sud ovest  |
| Lanzhou      | 蘭州                | 兰州                | Lánzhōu        | 2 438 595                                                |          | Repubblica Popolare Cinese | Nord ovest |
| Dandong      | 丹東                | 丹东                | Dāndōng        | 2 420 000                                                | -        | Repubblica Popolare Cinese | Nordest    |
| Zibo         | 淄博                | 淄博                | Zībó           | 2 261 717                                                |          | Repubblica Popolare Cinese | Est        |
| Changzhou    | 常州                | 常州                | Chángzhōu      | 2 257 376                                                |          | Repubblica Popolare Cinese | Est        |
| Nanchang     | 南昌                | 南昌                | Nánchāng       | 2 223 661                                                |          | Repubblica Popolare Cinese | Est        |
| Tangshan     | 唐山                | 唐山                | Tángshān       | 2 128 191                                                |          | Repubblica Popolare Cinese | Nord       |
| Zaozhuang    | 棗莊                | 枣庄                | Zǎozhuāng      | 2 125 481                                                |          | Repubblica Popolare Cinese | Est        |
| Yantai       | 煙臺                | 烟台                | Yāntái         | 1 917 901                                                |          | Repubblica Popolare Cinese | Est        |
| Baotou       | 包頭                | 包头                | Bāotóu         | 1 900 373                                                |          | Repubblica Popolare Cinese | Nord       |
| Daqing       | 大慶                | 大庆                | Dàqìng         | 1 797 861                                                |          | Repubblica Popolare Cinese | Nord est   |
| Xuzhou       | 徐州                | 徐州                | Xúzhōu         | 1 735 166                                                |          | Repubblica Popolare Cinese | Est        |
| Luoyang      | 洛陽                | 洛阳                | Luòyáng        | 1 584 463                                                |          | Repubblica Popolare Cinese | Centro sud |
| Kaohsiung    | 高雄                | 高雄                | Gāoxióng       | 1 526 420                                                |          | Repubblica di Cina         | Est        |
| Huai'an      | 淮安                | 淮安                | Huái'ān        | 1 523 655                                                |          | Repubblica Popolare Cinese | Est        |
| Anshan       | 鞍山                | 鞍山                | Ānshān         | 1 504 996                                                |          | Repubblica Popolare Cinese | Nord est   |
| Hohhot       | 呼和浩特            | 呼和浩特            | Hūhéhàotè      | 1 497 110                                                |          | Repubblica Popolare Cinese | Nord       |
| Jiangmen     | 江門                | 江门                | Jiāngmén       | 1 480 023                                                |          | Repubblica Popolare Cinese | Centro sud |
| Jilin        | 吉林市              | 吉林市              | Jílín Shì      | 1 469 722                                                |          | Repubblica Popolare Cinese | Nord est   |
| Banqiao      | 板橋                | 板桥                | Bǎnqiáo        | 1 433 057                                                |          | Repubblica di Cina         | Est        |
| Liuzhou      | 柳州                | 柳州                | Liǔzhōu        | 1 410 712                                                |          | Repubblica Popolare Cinese | Sud ovest  |
| Datong       | 大同                | 大同                | Dàtóng         | 1 362 314                                                |          | Repubblica Popolare Cinese | Nord       |
| Fushun       | 撫順                | 抚顺                | Fǔshùn         | 1 318 808                                                |          | Repubblica Popolare Cinese | Nord est   |
| Handan       | 邯鄲                | 邯郸                | Hándān         | 1 316 674                                                |          | Repubblica Popolare Cinese | Nord       |
| Qiqihar      | 齊齊哈爾            | 齐齐哈尔            | Qíqíhā'ěr      | 1 314 720                                                |          | Repubblica Popolare Cinese | Nord est   |
| Weifang      | 濰坊                | 潍坊                | Wéifāng        | 1 261 582                                                |          | Repubblica Popolare Cinese | Est        |
| Huainan      | 淮南                | 淮南                | Huáinán        | 1 238 488                                                |          | Repubblica Popolare Cinese | Est        |
| Xining       | 西寧                | 西宁                | Xīníng         | 1 153 417                                                |          | Repubblica Popolare Cinese | Nord ovest |
| Taichung     | 臺中                | 台中                | Táizhōng       | 1 070 145                                                |          | Repubblica di Cina         | Est        |
| Yichang      | 宜昌                | 宜昌                | Yíchāng        | 1 049 363                                                |          | Repubblica Popolare Cinese | Centro sud |
| Zhanjiang    | 湛江                | 湛江                | Zhànjiāng      | 1 038 762                                                |          | Repubblica Popolare Cinese | Centro sud |
| Baoding      | 保定                | 保定                | Bǎodìng        | 1 038 195                                                |          | Repubblica Popolare Cinese | Nord       |
| Benxi        | 本溪                | 本溪                | Běnxī          | 1 000 128                                                |          | Repubblica Popolare Cinese | Nord est   |
| Jinzhou      | 錦州                | 锦州                | Jǐnzhōu        | 946 098                                                  |          | Repubblica Popolare Cinese | Nord est   |
| Zhangjiakou  | 張家口              | 张家口              | Zhāngjiākǒu    | 924 628                                                  |          | Repubblica Popolare Cinese | Est        |
| Pingdingshan | 平頂山              | 平顶山              | Píngdǐngshān   | 855 130                                                  |          | Repubblica Popolare Cinese | Centro sud |
| Mudanjiang   | 牡丹江              | 牡丹江              | Mǔdānjiāng     | 790 623                                                  |          | Repubblica Popolare Cinese | Nord est   |
| Tainan       | 臺南                | 台南                | Táinán         | 769 892                                                  |          | Repubblica di Cina         | Est        |
| Fuxin        | 阜新                | 阜新                | Fùxīn          | 750 283                                                  |          | Repubblica Popolare Cinese | Nord est   |
| Jixi         | 鷄西                | 鸡西                | Jīxī           | 746 889                                                  |          | Repubblica Popolare Cinese | Nord est   |
| Kashgar      | 喀什                | 喀什                | Kashghār       | 711 300                                                  |          | Repubblica Popolare Cinese | Nord ovest |
| Yichun       | 伊春                | 伊春                | Yīchūn         | 694 019                                                  |          | Repubblica Popolare Cinese | Nord est   |
| Xiangyang    | 襄阳                | 襄阳                | Xiāngyáng      | 633 173                                                  |          | Repubblica Popolare Cinese | Centro sud |
| Shangqiu     | 商丘                | 商丘                | Shāngqiū       | 618 549                                                  |          | Repubblica Popolare Cinese | Centro sud |
| Zhonghe      | 中和                | 中和                | Zhōnghé        | 412 842                                                  |          | Repubblica di Cina         | Est        |
| Hsinchu      | 新竹                | 新竹                | Xīnzhú         | 408 466                                                  |          | Repubblica di Cina         | Est        |
| Xinzhuang    | 新莊                | 新莊                | Xīnzhuāng      | 388 703                                                  |          | Repubblica di Cina         | Est        |
| Taoyuan      | 桃園                | 桃园                | Táoyuán        | 388 703                                                  |          | Repubblica di Cina         | Est        |
| Keelung      | 基隆                | 基隆                | Jīlóng         | 388 703                                                  |          | Repubblica di Cina         | Est        |
| Chiayi       | 嘉義                | 嘉义                | Jiāyì          | 274 127                                                  |          | Repubblica di Cina         | Est        |